# 20 Mensho ni Onegai!
El ladrón de las mil caras (20面相におねがい!! 20 Mensō ni Onegai!!?) es una obra del grupo CLAMP.

## Argumento
La historia se centra en Akira Ijuin, personaje quizás más conocido por el manga y anime Clamp Gakuen Tanteidan, en su faceta de ladrón de guante blanco y su romance con Utako Ohkawa (personaje que aparece también en Clamp Gakuen Tanteidan)

## Historia
Akira Ijuin no solo no recuerda a su padre, sino que además tiene dos madres de idéntica imagen (seguramente gemelas). Akira, a pesar de ser un niño, asume el papel de padre y se encarga de la felicidad de sus madres haciendo la mayoría de labores del hogar, incluyendo en la cocina, en la que es un gran experto. Sus madres son muy caprichosas y le piden a Akira cosas de gran valor, Akira se siente presionado por no defraudar a sus madres y las roba para ellas bajo la identidad de 20 Mensho (en el original) o El ladrón de las mil caras (en español). Uno de sus mejores amigos y vecinos es Ryunsuke un joven estudiante de instituto que a su vez es uno de los más valiosos detectives de la policía que está obsesionado con atrapar al famoso ladrón sin saber que es su amigo.
Las madres de Akira le piden que robe una estatua de sirena regalo del millonario empresario Ohkawa a su hija Utako, con quien Akira acaba manteniendo una relación amorosa.....
- Datos: Q212860